# Marcus Cornelius Scipio Maluginensis
Marcus Cornelius Scipio Maluginensis vom Zweig der Scipionen aus der Gens der Cornelier war ein römischer Politiker.
Marcus Cornelius Scipio Maluginensis war Prätor des Jahres 176 v. Chr. Im folgenden Jahr sollte er in Spanien als Proprätor eine Provinz verwalten, trat jedoch seinen Dienst dort nicht an und wurde deswegen 174 v. Chr. von den Zensoren Aulus Postumius Albinus Luscus und Quintus Fulvius Flaccus gerügt. Eine weitere Karriere war nicht mehr möglich.